# 人為突然変異
人為突然変異（じんいとつぜんへんい）とは、人為的な刺激を与えることで引き起こされた突然変異のことである。遺伝学の発展において大きな役割を果たし、また実用上も利用されている。

## 概説
突然変異とは、生物の生殖の過程において遺伝的な変化が生じることである。その結果として親の代まではなかった形質の子を生じる場合があり、農作物や家畜などでは時として有用な変異が生まれると品種改良に役立つ。しかし、これはきわめてまれに起こることであり、また予測がたてられない。人為突然変異(Induced mutation)は、これを人工的な手段で起こそうとするものである。用語としては誘発突然変異（ゆうはつ-）も使われる。これに対して自然な状態で出現する突然変異を自然突然変異という場合もある。
厳密には、このような目的で何らかの処理をした場合にも自然突然変異は出現する可能性があるから、人為突然変異とは、突然変異を生じさせるための刺激を与えた場合に出現する突然変異における、自然突然変異の起こる確率からの増加分だけを指す。しかし、実際に出現した突然変異体の中で両者を区別することは困難である。
現在では、放射線や化学物質、その他さまざまな刺激がこれを引き起こし得ることが知られており、実用的に利用されている例もある。また、科学史上では、遺伝子の役割や働きを研究する上で大きな助けとなった。特に、ショウジョウバエ以降、遺伝学のモデル生物が実用的な生物から純粋にモデル生物であるような微小生物に変わってきたため、まず突然変異体を作ることから始めることも多かった。たとえばアカパンカビに関する一遺伝子一酵素説の研究などはこれによっている。

## 歴史
人為突然変異の発見はハーマン・J・マラーとされているが、それ以前にもこれに類する研究はあった。ただ、問題なのは、突然変異が自然にも生じるものであるから、実験の結果で得られた突然変異個体が、本当に実験の操作によって生まれたものであることを示すことが困難な点である。たとえば W.L. Tower は1906年にコロラドハムシで人為的に突然変異を誘発させたとしているが、この点をはっきりさせることができなかったため、広く認められなかった。
この点でマラーは巧妙であった。彼は1927年以降の一連の実験において、人為突然変異が作られたことを文句なしに明らかにした。例えば、最初の実験は、彼は3つの劣性遺伝子を含むX染色体をホモに持っている雌と、別の劣性遺伝子を含むX染色体を持つ雄の交配、という組み合わせで、交配の前にそれぞれどちらかの個体にX線を照射する、というものであった。この結果、雌にＸ線を照射した場合には子供の雄に、雄に照射した場合には優性な変異は子供の雌に、劣性な変異は孫の代に出現することを示した。マラーはこれらの成果により、1946年にノーベル賞を受けた。その存在が明らかになれば、それ以降はこのような工夫はさほど問題にならない。多くの研究者によって、様々な方法が工夫された。

## 変異原
突然変異を誘発する原因のことを変異原(mutagen,mutagenic substance)という。その多くはそれが突然変異を引き起こすことを実験で示されるから、人為突然変異の原因でもある。その効果は、一般的には突然変異の頻度を高めるものである。他方、それによって出現する変異の性質や方向を決められることはほとんどなく、その点では自然突然変異の性質を変えるものではない。

### 放射線
放射性物質から出るα線、β線、γ線のことをさすが、X線もこれに含める。また紫外線もほぼ同様に考える。特にX線はマラーによって最初に用いられた変異原でもある。また、X線は遺伝子突然変異については照射量と突然変異の発生率に直線的な関係があることが知られる。染色体突然変異も生じるが、このような明確な関係は認められないという。もちろん、照射量があまり大きくなると死亡率が高くなってしまうから、このような関係には上限がある。
F. B. Hanson と F. A. Hays はラジウムをショウジョウバエに用いて、最高で12.9%の突然変異率を得た。このとき放出される３種の放射線の中では、β線がもっとも影響が大きく、γ線の影響はむしろ物質を透過する際に生じる二次β線の効果であるとも言われる。紫外線を菌類に照射した場合には、線量の増加によって発生率が急速に増加するがすぐに頭打ちになる。
なお、赤外線は単独では変異原としては働かないが、X線照射の前の前処理として使うと染色体突然変異が増加する。

### 遠心力、温度など
川口栄作や橋本春雄等はカイコの染色体突然変異を遠心力を与えることで誘発させることに成功した。また、ゴルトシュミットなどはショウジョウバエで短時間の高温（30-40℃）処理が、ゴッチェフスキーなどは低温処理によって突然変異が増加することを示した。

### 化学物質
変異原となる化学物質として有名なものにコルヒチンがある。1937年にブレークスリーとアベリーによって、この物質が細胞の倍数化をさせることが示された。これはこの物質が細胞質分裂を阻害するためとされる、変異原が突然変異の方向を決める数少ない例でもある。第2次大戦中ころからはマスタードガスが変異原となることが知られるようになった。その他多くの化学物質が変異原となることが知られるようになった。

### その他
植物では、切断部分に出てくる不定芽に倍数体が出現しやすいことが知られており、これを切断法という。そのほかに、超短波や超音波、気圧変化によって突然変異が出やすくなるなどの報告がある。

## 実用例
コルヒチンによる倍数化は農作物にはよく応用される。種なしスイカを作る場合にも、これを用いて片親を倍数化し、普通の株と交配することで三倍体を得る、という方法がとられる。
また、農作物や園芸植物に放射線を当てて突然変異を起こさせ、有用な形質を得ようとする例もある。ガンマフィールドは円錐形の窪地にそれらを並べ、その中央にコバルト60などの放射線源を置くことでこれを行う施設である。